# Hippodrome de Pompadour

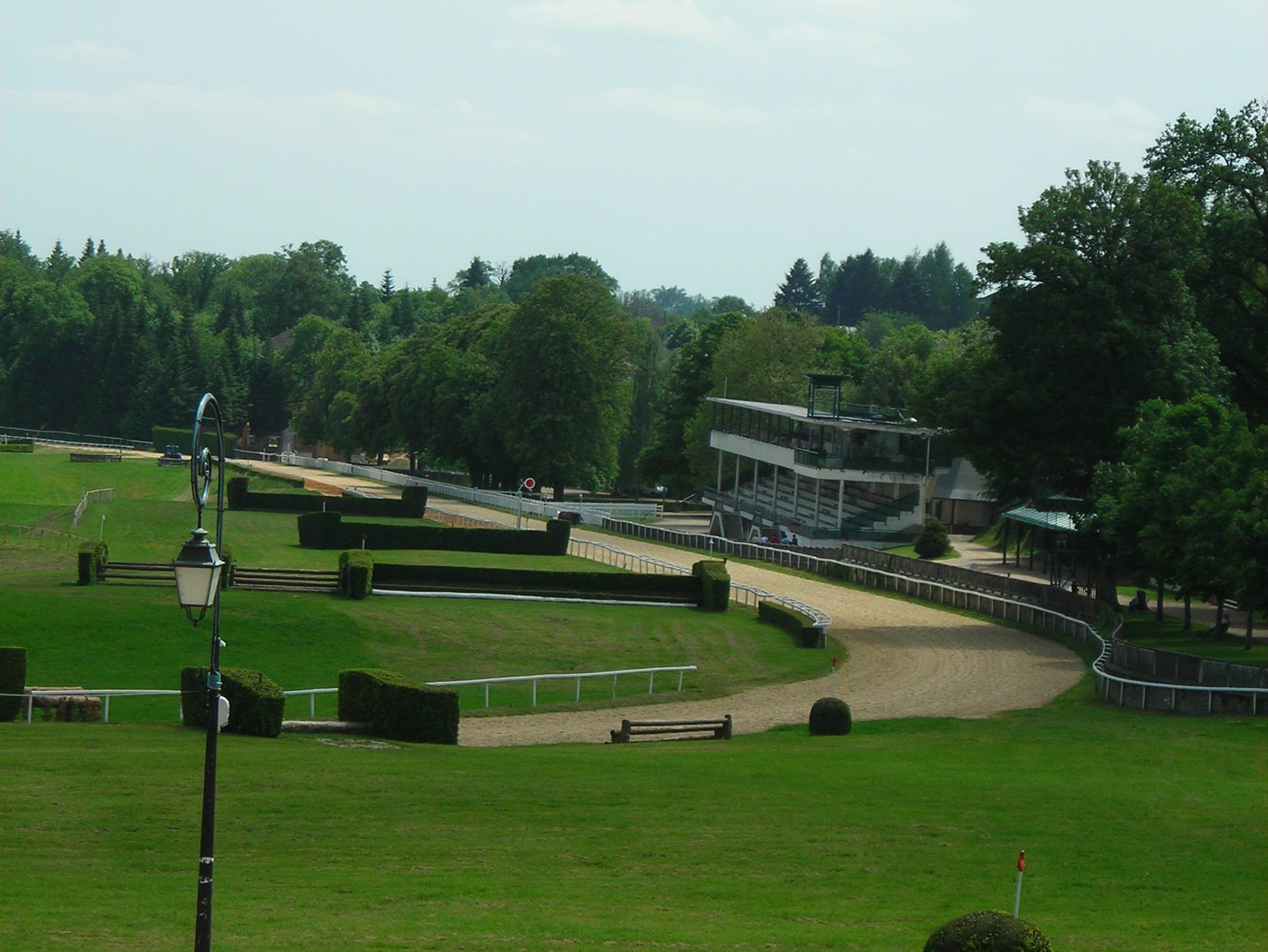
Piste de l'hippodrome de Pompadour

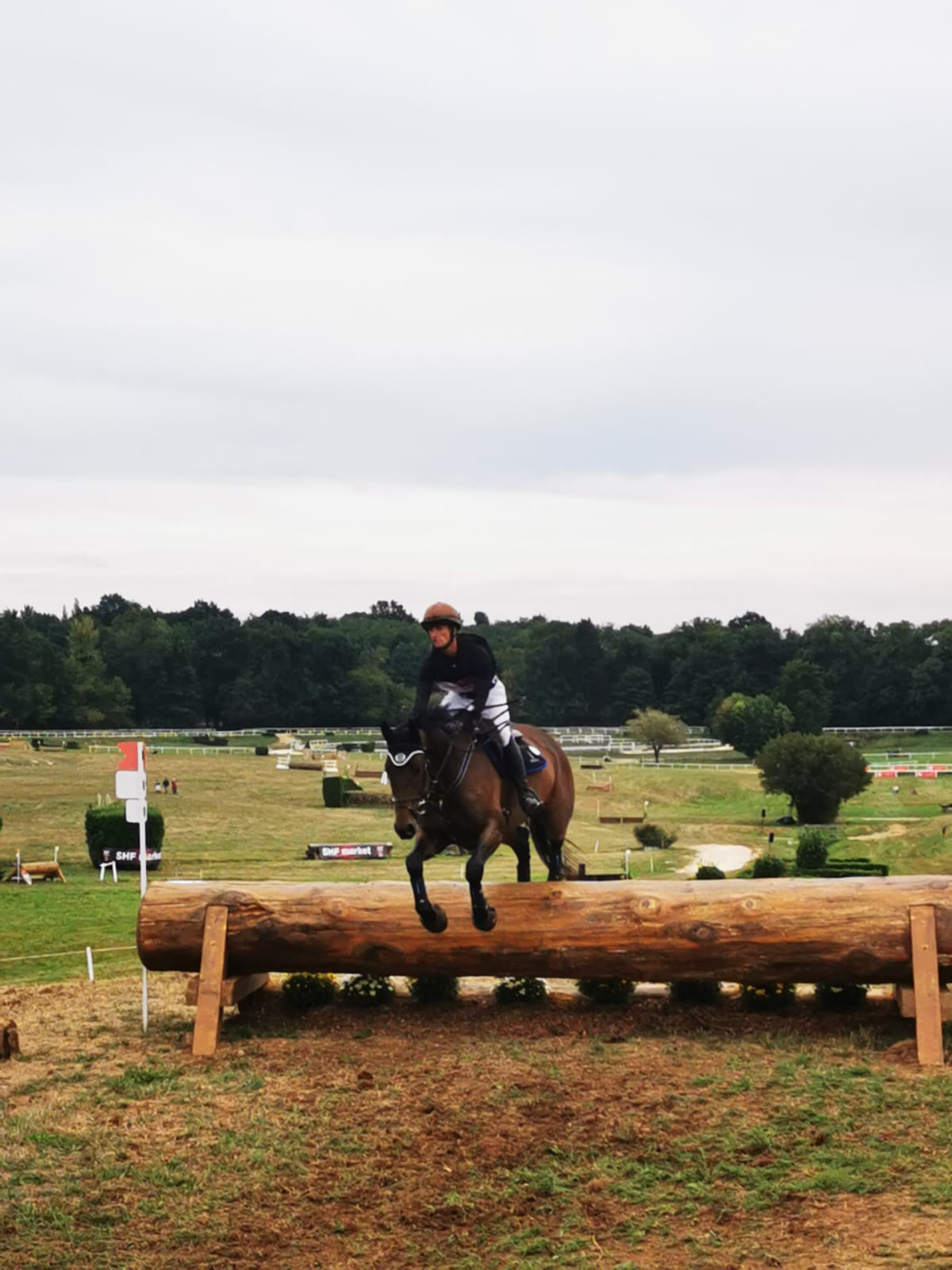
Christopher Six lors du CCE de Pompadour, en septembre 2022.

L'hippodrome de Pompadour est un hippodrome français situé face au château de Pompadour, à Saint-Sornin-Lavolps, commune limitrophe d'Arnac-Pompadour, dans le département de la Corrèze, en région Nouvelle-Aquitaine.
Le site est géré par la société des courses de Pompadour. Il s'étend sur 30 hectares dont 2 hectares de pistes. Des épreuves hippiques en plat et en obstacle y sont courues. Les tribunes permettent d'accueillir jusqu'à 1 550 personnes dont 1 050 places assises.